# Ulla Weymann
Ulla Weymann (* 1916 in Darmstadt; † 27. Mai 2010 in Wuppertal) war eine deutsche Lyrikerin. Weymann publizierte zwölf eigene Gedichtbände und veröffentlichte zudem in zahlreichen Anthologien.

## Werke
- Weite Schau. Gedichte, Gauke-Verlag (1987)
- Wortspur zum Wesen. Gedichte, Gauke-Verlag (1989)
- Erdenjahr – Sternenjahr, (1991)
- Aufbrechende Knospe Advent;  Gedichte, mit Texten von Helmut Friedewald, (1994)
- Altersrune – Kindheitston, Gedichte, mit Texten von Paul Bellebaum, Möllmann-Verlag (1998)
- Ansichten eines Kastanienbaums, Gedichte, mit Texten von Michael Weber, Gerhard Joedicke und Hartmut Lux, Möllmann-Verlag (2000)
- Und zu Dir, Baum, mein Blick; Möllmann-Verlag (2000)
- Die Tür öffnen; Gedichte, mit Texten von Helmut Friedewald, Möllmann-Verlag (2003)
- Abendsonnenkranz, Möllmann-Verlag (2005)
- Lichtsäule über dem Aschengrab, Möllmann-Verlag (2007)

### Anthologien und Literaturzeitschriften (Auswahl)
Ralph Grüneberger (Hg.)/Gesellschaft für zeitgenössische Lyrik: Poesiealbum neu, Ausgabe 01/2010